# Sébastien Enjolras
Sébastien Enjolras (Seclin, 4 de abril de 1976 – Le Mans, 3 de maio de 1997) foi um automobilista francês.

## Carreira
Estreou no automobilismo em 1989, disputando campeonatos de kart. Em 1994, foi para a Fórmula Renault Campus France, ficando em terceiro lugar. Após um sétimo lugar obtido em 1995, foi campeão da categoria (agora, rebatizada de Fórmula Renault 2.0 francesa) no ano seguinte. Ainda em 1996, disputou pela primeira vez as 24 Horas de Le Mans pela equipe Welter Racing. Juntamente com seus compatriotas William David e Arnaud Trévisiol, Enjolras não completou a prova.
Participou ainda de 6 etapas da Fórmula 3 francesa em 1997, conquistando 13 pontos.

## O acidente fatal em Le Mans
Durante a pré-classificação para a edição de 1997, o carro de Enjolras decolou após perder uma parte da carroceria, explodindo em chamas e matando o piloto na hora. Abalada com o acidente, a Welter Racing retirou sua inscrição.
Foi a primeira morte de um piloto em Le Mans desde 1986, com o austríaco Jo Gartner, e até a edição de 2013 foi o último acidente fatal envolvendo um piloto. Após a tragédia com Enjolras, foi definido que as carrocerias de peça única seriam banidas da prova.